# Саудаде

Жозе Феррас де Алмейда Жуніор, «Саудаде» (1899)

Саудаде (порт. Saudade) — емоційний стан, який можна описати як складну суміш світлого суму, ностальгії за втраченим, туги за нездійсненним і відчуття тлінності щастя. Саудаде висловлює тугу від незворотної втрати чогось дорогого серцю. Саудаде, однак, не сприймається як негативне явище, а несе в собі відтінок благородної світлої романтики і асоціюється з нещасною любов'ю, що очищає душу. Саудаде є предметом певної національної гордості, і, на думку деяких португальських мислителів, здатність занурюватися в цей емоційний стан відрізняє їх від представників інших народів.
Етимологічно поняття саудаде, яке притаманне португальській і галісійській мовам та культурам, можливо, походить від того ж латинського кореня, що й solitudo, що в перекладі означає самотність. Виявом саудаде в музиці є традиційний португальський стиль фаду.
Це поняття присутнє також в культурі Бразилії, де 30 січня відзначають день саудаде.